# Volujak (Klina)
Pour les articles homonymes, voir Volujak.
Volljak en albanais et Volujak en serbe latin (en serbe cyrillique : Волујак) est une localité du Kosovo située dans la commune/municipalité de Klinë/Klina et dans le district de Pejë/Peć. Selon le recensement kosovar de 2011, elle compte 929 habitants, tous albanais.
Le village est également connu sous d'autres noms albanais comme Valljakë et Vollujakë.

## Histoire
Sur le territoire du village se trouve un tumulus illyrien proposé pour une inscription sur la liste des monuments culturels du Kosovo.

## Démographie

### Évolution historique de la population dans la localité
| 1948 | 1953 | 1961 | 1971 | 1981 | 1991 | 2011 |
| ---- | ---- | ---- | ---- | ---- | ---- | ---- |
| 310  | 310  | 357  | 516  | 724  | 971  | 929  |

|  |